# Chaetonotus multispinosus
Chaetonotus multispinosus is een buikharige uit de familie Chaetonotidae. De wetenschappelijke naam van de soort werd in 1908 voor het eerst geldig gepubliceerd door Grünspan. De soort wordt in het ondergeslacht Chaetonotus geplaatst.